# 1612년
1612년은 일요일로 시작하는 윤년이다.

## 연호
- 명(明) 만력(萬曆) 40년
- 일본(日本) 게이초(慶長) 17년
- 후 레 왕조(後黎朝) 호앙딘(弘定) 13년
- 막 왕조(莫朝) 끼엔통(乾統) 20년

## 기년
- 류큐(琉球) 쇼네이왕(尚寧王) 24년
- 명(明) 신종 만력제(神宗 萬曆帝) 40년
- 조선(朝鮮) 광해군(光海君) 4년
- 후 레 왕조(後黎朝) 경종(敬宗) 13년

## 사건
- 5월 10일 - 샤 자한, 뭄타즈 마할과 결혼
- 네덜란드인들이 뉴암스테르담(뉴욕)을 건설

## 탄생
- 2월 5일 - 조선 인조의 적장자 소현세자

## 사망
- 1월 20일 - 신성로마제국 황제 루돌프 2세
- 11월 14일 - 일본 센고쿠 시대 무장 롯카쿠 요시하루